# ヴィンダルー

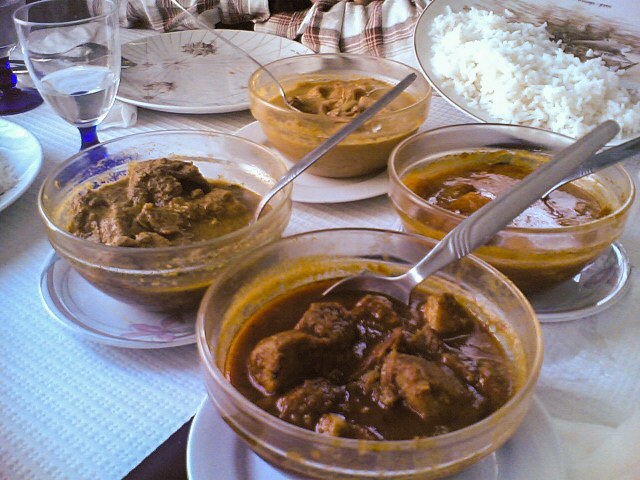
豚肉のヴィンダルー。ポルトガル、リスボンのGoan restaurantにて。

ヴィンダルー（Vindaloo）はインド各地で親しまれているゴア発祥のカレー料理である。ムンバイでもご当地のヴィンダルーがムンバイ料理としてカテゴライズされる。ヴィンダルホ（vindalho）、ヴィンダーロ（vindallo）などと表現されることもある。

## 歴史
ヴィンダルーの名前は、ポルトガルのワインとニンニクを使用した豚肉料理「カルネ・デ・ヴィーニャ・ダリョス」（carne de vinha d'alhos）に由来する。このポルトガル料理にジャガイモが加えられるようになるとポルトガル語でニンニクを意味する「alho」がヒンディー語でジャガイモをあらわす「aloo」に転訛したものと考えられている。
ゴアにおいてカルネ・デ・ヴィーニャ・ダリョスの豚肉は、よりインド人になじみのある鳥肉、あるいはラム肉に置き換えられ、赤ワインの代わりにヤシ酢が用いられ、前述のジャガイモ、そして唐辛子（red Kashmiri chillies）やその他香辛料が加えられることによりヴィンダルーへと発展した。

## インド国外でのヴィンダルー
本来のヴィンダルーに「辛さ」は必須条件ではない。しかし一歩インドを出ると欧米ではカレーハウスの定番激辛カレーとしてのアングロ＝インディアンスタイルのヴィンダルーが広く知られている。これらは唐辛子を追加してジャガイモを放り込んだだけの普通のカレーであることが多い。
イギリスBBCで製作されたSFコメディドラマ「宇宙船レッド・ドワーフ号」の主人公、リスターの好物として描かれている。ただしヴィンダルーの知名度が低い日本では、単に「カレー」として日本語訳された。